# Idrottshögskolan vid Umeå universitet
Idrottshögskolan vid Umeå universitet (IH) är en arbetsenhet som samlar den idrottsrelaterade verksamheten inom Umeå universitet, d.v.s. Idrottsutbildning, Idrottsforskning, Elitidrott och studier så kallade Dubbla karriärer samt elitidrottsmiljö. Idrottshögskolan verkar även för intern och extern samverkan inom alla verksamhetsområden.
Riksidrottsförbundet (RF) utsåg hösten 2015 Umeå universitet till ett av Sveriges tre första Riksidrottsuniversitet (RIU). Riksidrottsuniversitet har som främsta syfte att möjliggöra kombinationen av elitidrott och högre utbildning.

## Utbildning
Umeå universitet erbjuder utbildning med idrottsrelevans så väl i programutbildningar som fristående kurser. 

## Elitidrott och studier - Dubbla Karriärer
Ett av Idrottshögskolans uppdrag är att samordna samtliga elitidrottsstudenter som finns vid Umeå universitet oavsett vilken utbildning de väljer att läsa. I avtalet mellan RF och Umeå universitet angående Riksidrottsuniversitetet fastslås att elitidrottare ska ges möjlighet att anpassa sina studier, oavsett inriktning, efter idrottens förutsättningar genom så kallade Elitidrottsavtal. . Elitidrottsavtalen väder sig till de som är elitidrottare och bedriver elitidrott i sådan omfattning att anpassade studier är nödvändiga.

## Elitidrottsmiljö
Inom Idrottshögskolan vid Umeå universitet finns fem kompetenscentrum i samarbete med Umeå kommun och respektive specialidrottsförbund (SF); Badmintons kompetenscentrum (BKC) i Umeå, Friidrottens kompetenscentrum (FKC) i Umeå, Längdskidåkningens kompetenscentrum (LKC) i Umeå, Orienteringens kompetenscentrum (OKC) i Umeå samt Innebandyns kompetenscentrum (IKC) i Umeå.  
Idrottshögskolan arbetar även i nära samarbete med idrottsföreningar som har elitidrottsverksamhet i Umeå kommun.

## Idrottsforskning
Idrottsforskning bedrivs inom 15 olika institutioner. Forskningen har sin tyngdpunkt inom idrottspedagogik, idrottspsykologi och idrottsmedicin men det bedrivs även idrottsrelaterad forskning inom andra ämnesområden såsom t.ex. fysioterapi, kostvetenskap, idrottshistoria och idrottsjuridik. Flera forskningsprojekt bedrivs i nära samverkan med olika idrottsförbund och idrottsföreningar. 
Inom Idrottshögskolans forskarnätverk samlas alla idrottsdoktorander och idrottsforskare vid Umeå universitet. I nätverket ingår ett 60-tal forskare och doktorander från många olika discipliner, varav 16 professorer från 13 olika discipliner (uppgifter från nov 2020).
Idrottshögskolan har ett forskningsråd som består av representanter från olika fakulteter inom Umeå universitet. Forskningsrådet har som uppgift att stimulera och tillvarata den idrottsvetenskapliga forskningens bredd och djup inom både utbildning och forskning vid Umeå universitet. Rådet bereder, initierar och stimulerar även till interdisciplinär forskning inom det idrottsvetenskapliga fältet.

## Historia
De första idrottsrelaterade utbildningarna vid Umeå universitet startades på 1970-talet. år 1989 tilldelades universitetet två av fyra nationella professurer inom idrottsområdet: Martin Johansson, professor i idrottspedagogik, och Ronny Lorentzon, professor i idrottsmedicin.
År 2000 inrättades Idrottshögskolan vid Umeå universitet – med Lorentzon som förste föreståndare – för att ytterligare fokusera på idrottsrelaterade utbildningar och forskning. Idrottshögskolan utvecklades till Umeå centrum för idrottsvetenskap år 2006. Efter beslut om en större satsning på idrottsforskning ändrades namnet från 1 januari 2013 åter till Idrottshögskolan vid Umeå universitet.